# (35700) 1999 DL2
1999 DL2 (asteroide 35700) é um asteroide da cintura principal. Possui uma excentricidade de 0.09995340 e uma inclinação de 8.76960º.
Este asteroide foi descoberto no dia 19 de fevereiro de 1999 por Takao Kobayashi em Oizumi.